# Roger Lee Hayden
Roger Lee Hayden (Owensboro, 30 maggio 1983) è un pilota motociclistico statunitense.

## Carriera
Fratello di Nicky Hayden, che nel 2006 è stato campione del mondo della MotoGP, ha anch'egli debuttato nel motomondiale in occasione del gran premio degli Stati Uniti nel 2007 in MotoGP con la Kawasaki ZX-RR, classificandosi decimo. Nella classifica generale piloti alla fine della stagione, grazie a quel risultato, si è posizionato ventesimo.

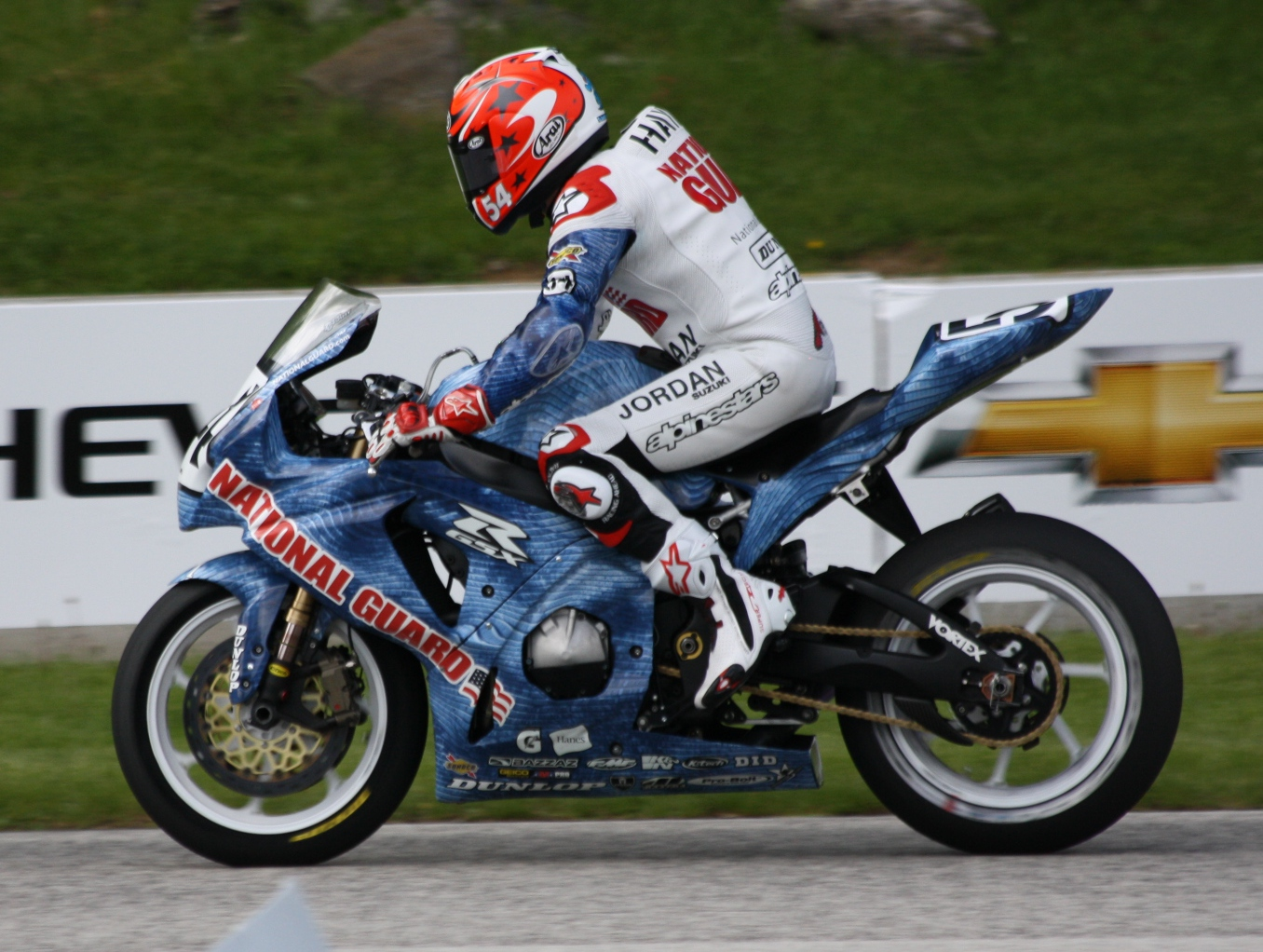
Hayden in pista nel 2013.

La sua è una famiglia di motociclisti, anche un altro fratello Tommy gareggia nelle corse statunitensi e, addirittura, nei suoi primi anni di competizioni, Roger Lee è stato sopravanzato proprio dal fratello nelle edizioni del 2004 e 2005 dell'AMA Supersport. In queste due stagioni i due fratelli occuparono le prime due posizioni in classifica, Roger Lee vinse poi il suo primo titolo di quella categoria nel 2007.
Il 2 gennaio viene annunciata la sua partecipazione nel 2010 al campionato mondiale Superbike con una Kawasaki ZX-10R del Team Pedercini. Nella sua prima stagione in ambito mondiale racimola solo 10 punti che gli valgono il diciannovesimo posto nella classifica piloti.
Il 25 luglio 2010 ha sostituito l'infortunato Randy de Puniet nel GP degli USA a Laguna Seca arrivando al traguardo undicesimo, grazie a diverse cadute degli avversari e ad un sorpasso su Alex De Angelis nell'ultimo giro. Nello stesso anno corre a Indianapolis in Moto2, in qualità di wildcard a bordo di una Moriwaki, senza ottenere punti. Nel 2011 è pilota titolare nell'AMA Superbike Championship dove, in sella ad una Suzuki GSX-R1000, ottiene due piazzamenti a podio e chiude la stagione al sesto posto.

## Risultati in gara

### Motomondiale

#### MotoGP
| 2007 | Classe | Moto     |  |  |  |  |  |  |  |  |  |  |    |  |  |  |  |  |  |  | Punti | Pos. |
| ---- | ------ | -------- |  |  |  |  |  |  |  |  |  |  | -- |  |  |  |  |  |  |  | ----- | ---- |
| 2007 | MotoGP | Kawasaki |  |  |  |  |  |  |  |  |  |  | 10 |  |  |  |  |  |  |  | 6     | 20º  |

| 2010 | Classe | Moto  |  |  |  |  |  |  |  |  |    |  |  |  |  |  |  |  |  |  | Punti | Pos. |
| ---- | ------ | ----- |  |  |  |  |  |  |  |  | -- |  |  |  |  |  |  |  |  |  | ----- | ---- |
| 2010 | MotoGP | Honda |  |  |  |  |  |  |  |  | 11 |  |  |  |  |  |  |  |  |  | 5     | 19º  |

| Legenda | 1º posto        | 2º posto            | 3º posto            | A punti      | Senza punti        | Grassetto – Pole position Corsivo – Giro più veloce |
| Legenda | Gara non valida | Non qual./Non part. | Ritirato/Non class. | Squalificato | '-' Dato non disp. | Grassetto – Pole position Corsivo – Giro più veloce |

#### Moto2
| 2010 | Classe | Moto     |  |  |  |  |  |  |  |  |    |  |    |  |  |  |  |  |  |  | Punti | Pos. |
| ---- | ------ | -------- |  |  |  |  |  |  |  |  | -- |  | -- |  |  |  |  |  |  |  | ----- | ---- |
| 2010 | Moto2  | Moriwaki |  |  |  |  |  |  |  |  | NE |  | 17 |  |  |  |  |  |  |  | 0     |      |

| Legenda | 1º posto        | 2º posto            | 3º posto            | A punti      | Senza punti        | Grassetto – Pole position Corsivo – Giro più veloce |
| Legenda | Gara non valida | Non qual./Non part. | Ritirato/Non class. | Squalificato | '-' Dato non disp. | Grassetto – Pole position Corsivo – Giro più veloce |

### Campionato mondiale Superbike
| 2010 | Moto     |    |    |    |    |    |    |    |    |    |    |     |    |    |     |    |    |    |    |     |    |    |    |     |     |     |     |  |  | Punti | Pos. |
| ---- | -------- | -- | -- | -- | -- | -- | -- | -- | -- | -- | -- | --- | -- | -- | --- | -- | -- | -- | -- | --- | -- | -- | -- | --- | --- | --- | --- |  |  | ----- | ---- |
| 2010 | Kawasaki | 18 | 18 | 18 | 17 | 16 | 19 | 19 | 16 | 19 | 14 | Rit | 19 | 16 | Rit | 17 | 18 | 14 | 13 | Rit | 17 | 13 | 16 | Rit | Rit | Rit | Rit |  |  | 10    | 19º  |

| 2013 | Moto   |  |  |  |  |  |  |  |  |  |  |  |  |  |  |  |  |  |  |  |  |  |  |     |   |  |  |  |  | Punti | Pos. |
| ---- | ------ |  |  |  |  |  |  |  |  |  |  |  |  |  |  |  |  |  |  |  |  |  |  | --- | - |  |  |  |  | ----- | ---- |
| 2013 | Suzuki |  |  |  |  |  |  |  |  |  |  |  |  |  |  |  |  |  |  |  |  |  |  | Rit | 8 |  |  |  |  | 8     | 28º  |

| Legenda | 1º posto        | 2º posto            | 3º posto           | A punti      | Senza punti        | Grassetto – Pole position Corsivo – Giro più veloce |
| Legenda | Gara non valida | Non qual./Non part. | Ritirato/Non class | Squalificato | '-' Dato non disp. | Grassetto – Pole position Corsivo – Giro più veloce |